# ایگویو
ایگویو (به فرانسوی: Ayguesvives) یک کمون در فرانسه است که در canton of Montgiscard واقع شده‌است. ایگویو ۱۳٫۱۱ کیلومتر مربع مساحت دارد ۱۷۲ متر بالاتر از سطح دریا واقع شده‌است.